# クラスキー・チュポー
クラスキー・チュポー（Klasky Csupo）は、アメリカ合衆国のアニメーションスタジオ。1982年設立。創設者はアーリーン・クラスキー（1949年5月26日 - ）やガボール・クスポ（1952年9月29日 - ）。

## フィルモグラフィー

### テレビアニメ
- ザ・シンプソンズ
- ラグラッツシリーズ
  - ラグラッツ（1991年のアニメ）
  - ラグラッツ・ザ・ティーンズ
  - ラグラッツ（2021年のアニメ）
- ダックマン
- ぎゃあ!!!リアル・モンスターズ
- ワイルド・ソーンベリーズ
- ロケット・パワー
- ジンジャーの青春日記

### 映画
- ラグラッツ・シリーズ
  - ラグラッツ・ムービー
  - ラグラッツのパリ探検隊
  - ラグラッツのGOGOアドベンチャー
- ワイルド・ソーンベリーズ ムービー